# (145451) 2005 RM43
(145451) 2005 RM43, voorlopig bekend als 2005 RM43, is een transneptunisch object dat zich bevindt in het verstrooide schijfgebied voorbij de Kuipergordel. Het werd ontdekt op 9 september 2005 door de Amerikaanse astronomen Andrew Becker, Andrew Puckett en Jeremy Kubica op Apache Point Observatory in Sunspot, New Mexico. Hij is ongeveer 500-600 kilometer in diameter.

## Beschrijving

Om de planetoïde is een rode cirkel.

Uitgaande van een absolute magnitude van 4,4 zou de diameter van het hemellichaam ergens in het bereik van 350 tot 800 kilometer kunnen liggen, afhankelijk van zijn albedo, het reflectievermogen van het oppervlak van het object. Johnston's Archive geeft een schatting van 584 km, gebaseerd op een aangenomen albedo van 0,09. Mike Brown schat een diameter van 524 km, gebaseerd op een absolute magnitude van 4,8 en een aangenomen albedo van 0,08. Een stellaire occultatie door 2005 RM43 in december 2018 gaf een minimale diameter van 458 km.
In 2018 werden twee stellaire occultaties door 2005 RM43 waargenomen op 3 februari en 24 december. Waarnemingen van de februari-occultatie leverden een enkele koordlengte op van 456 km. Waarnemingen van de december-occultatie leverden twee positieve koorden op, die een geschatte diameter van 644 km suggereren voor 2005 RM43.
Hij is 303 keer waargenomen in 17 opposities, met opnamen van vóór de occultatie die teruggaan tot 1976. De baan is goed bepaald met een onzekerheidsparameter van 2.